# 108e régiment de tirailleurs tunisiens
Le 108e régiment de tirailleurs tunisiens est une unité coloniale de l'armée française.

## Inscriptions portées sur le drapeau du régiment
Le drapeau du régiment ne porte aucune inscription.